# 奥滕多夫 (石勒苏益格-荷尔斯泰因州)
奥滕多夫（德語：Ottendorf）是德国石勒苏益格－荷尔斯泰因州的一个市镇。总面积3.55平方公里，总人口845人，其中男性396人，女性449人（2011年12月31日），人口密度238人/平方公里。